# Ogród Chiński w Łazienkach Królewskich

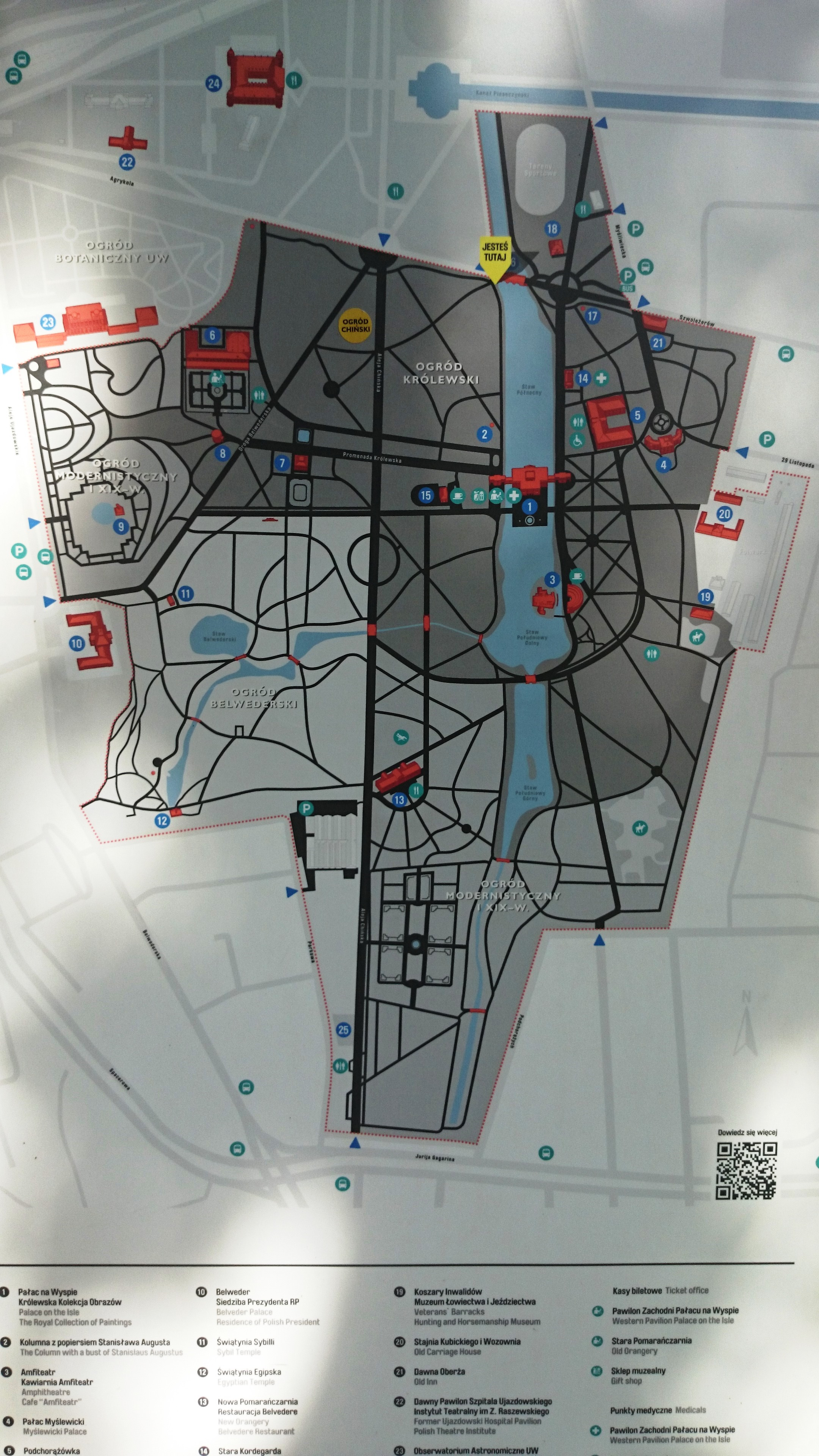
Żółtym kółkiem zaznaczono położenie Ogrodu Chińskiego w Łazienkach

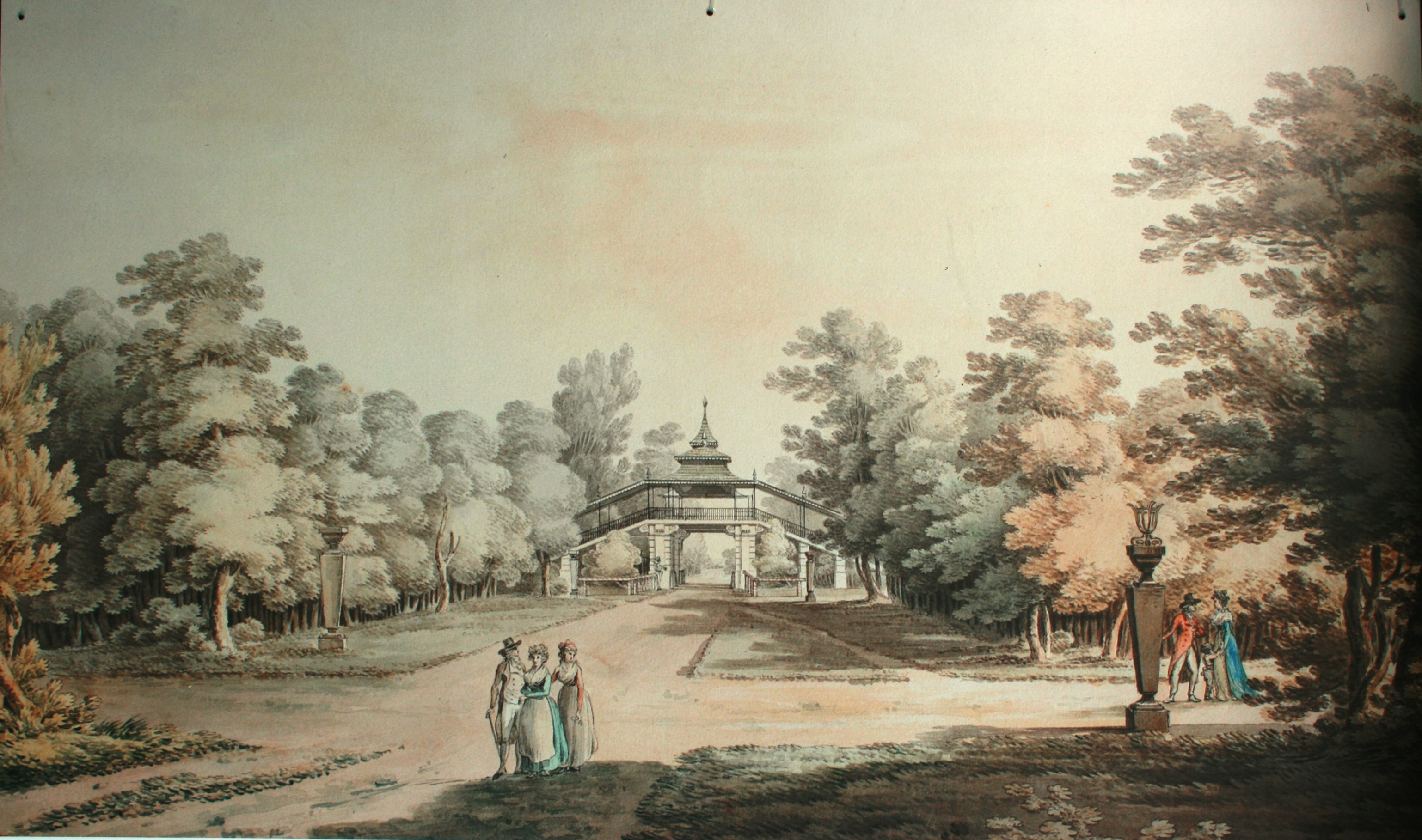
Akwarela Zygmunta Vogla z 1785 roku przedstawiająca Most Chiński w Ogrodzie Chińskim w Łazienkach, obecnie w zbiorach Ermitażu w Petersburgu

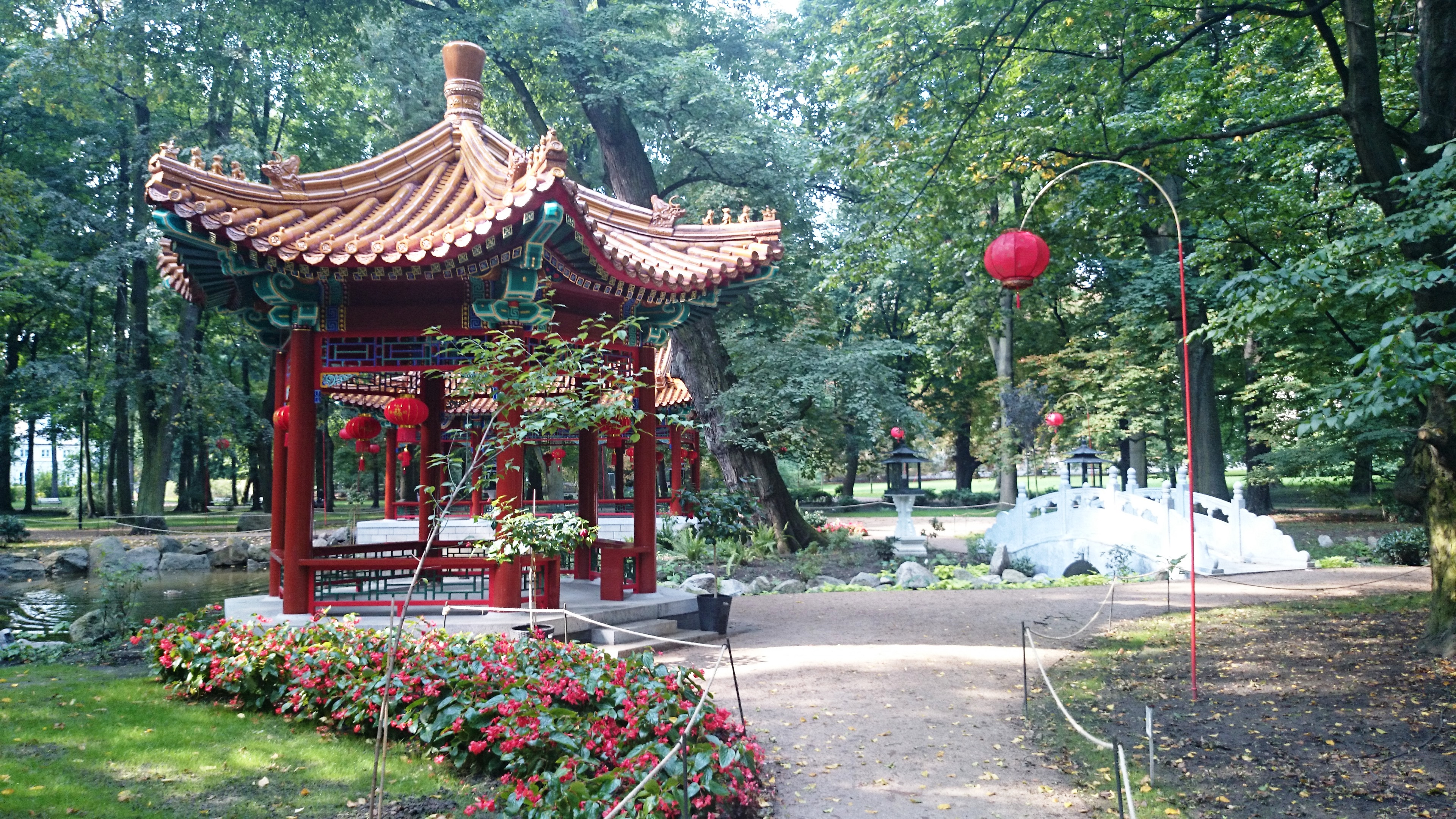
Altana i mostek

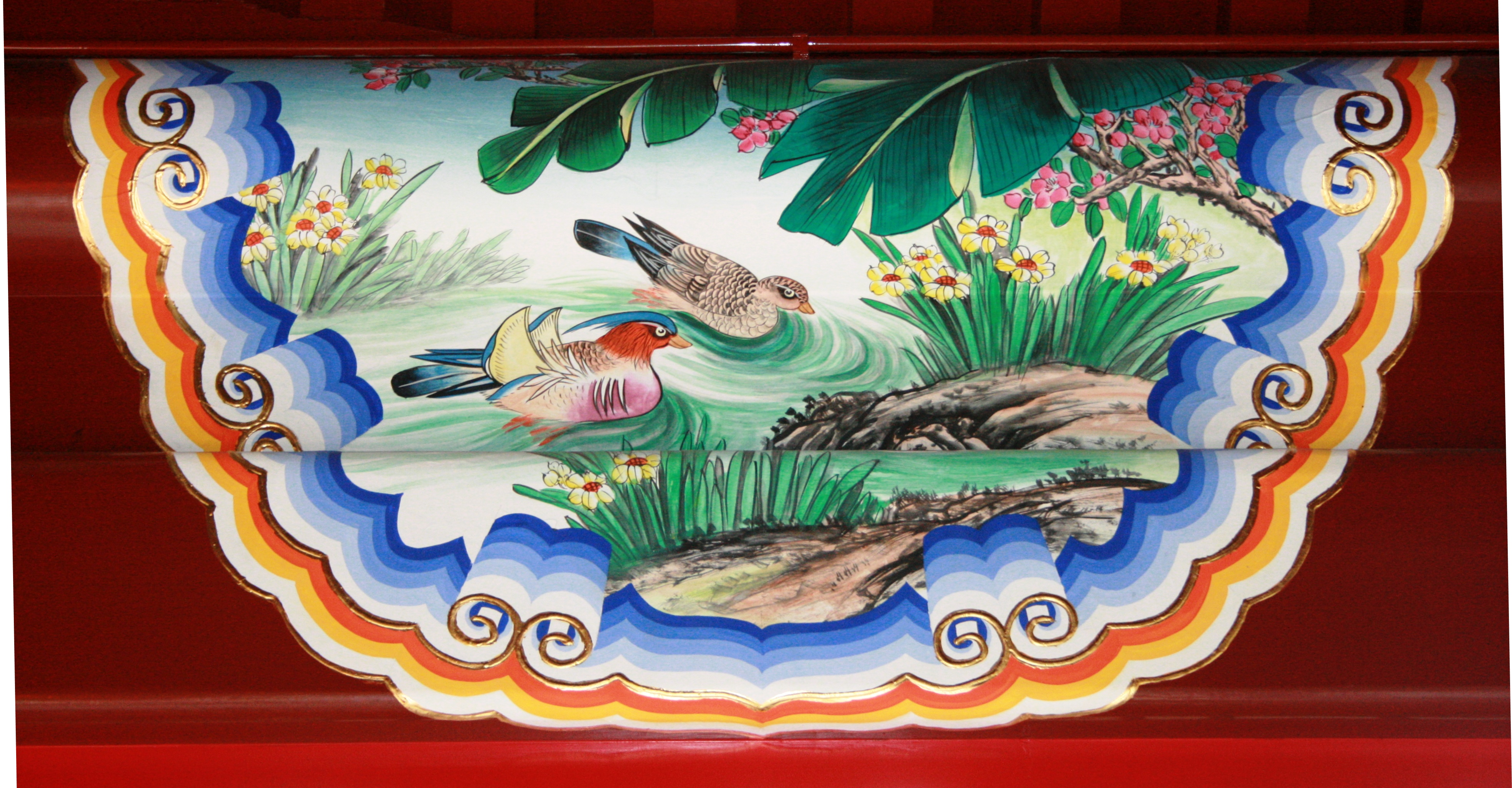
Jedna z 8 wewnętrznych polichromii w pawilonie

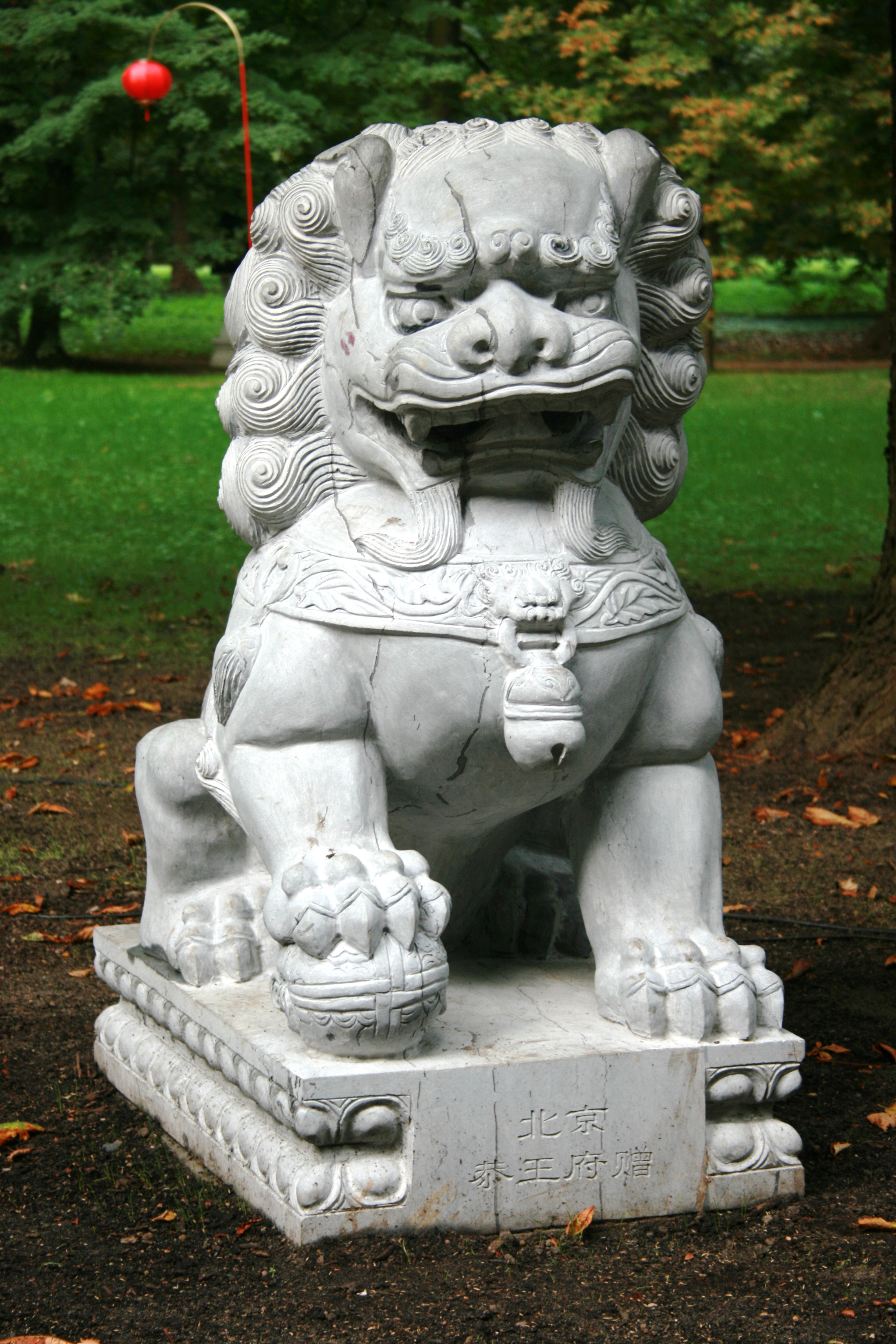
Jeden z dwóch lwów strzegących wejścia do Ogrodu Chińskiego od strony Alei Chińskiej

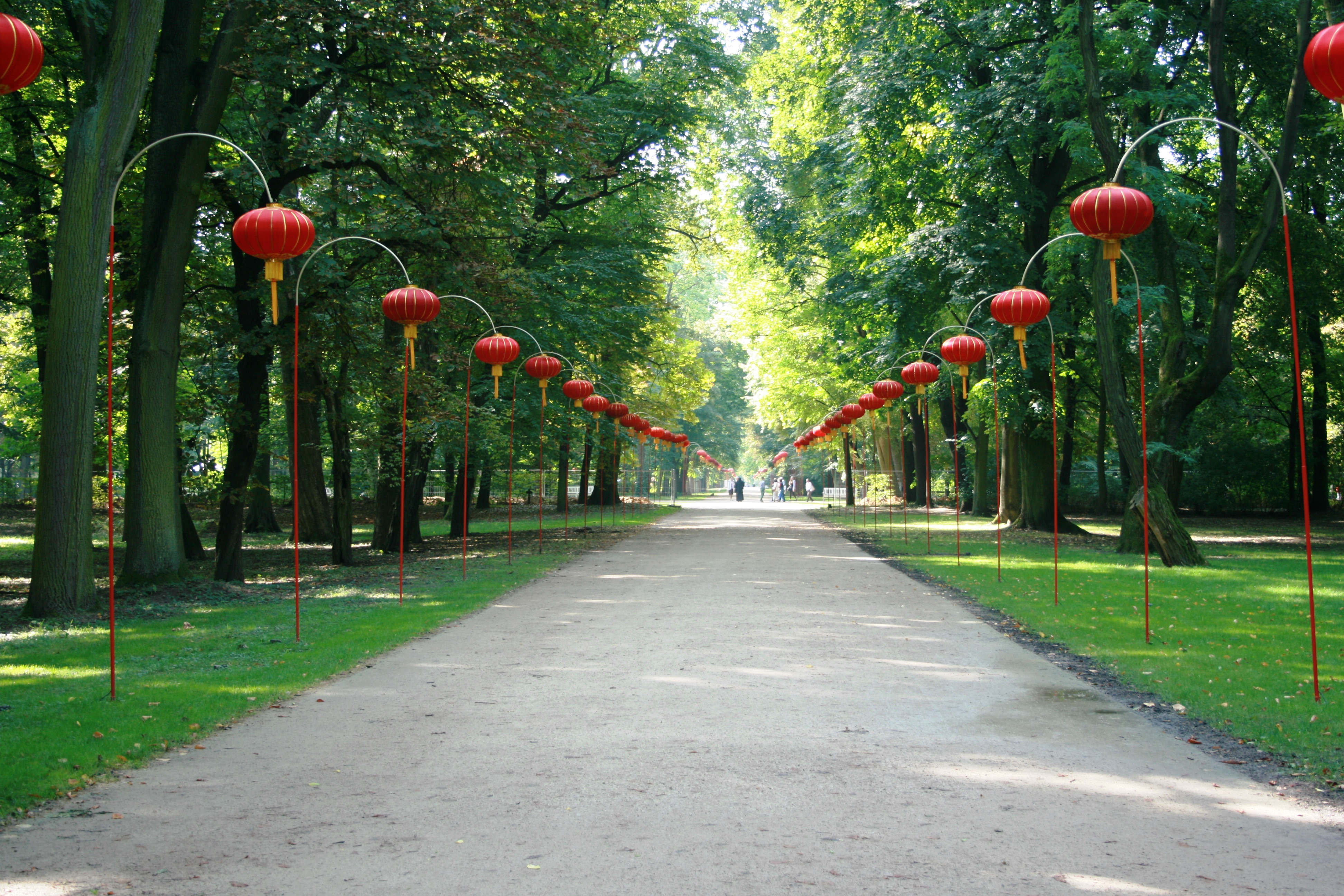
Aleja Chińska w czasie III Festiwalu Lampionów w 2014 roku

Ogród Chiński w Łazienkach Królewskich – ogród w stylu chinoiserie znajdujący się na terenie Łazienek Królewskich w Warszawie.

## Położenie
Ogród znajduje się w północnej części Łazienek, między Aleją Chińską i Drogą Belwederską, zbiegającymi się w kierunku okrągłego placyku na ulicy Agrykola, położonego na zachód od mostu (na którym stoi pomnik Jana III Sobieskiego) nad Kanałem Północnym.

## Obiekty
Ogród zlokalizowany jest wokół jednego z małych stawów parku. Na terenie ogrodu znajdują się: prostokątny Pawilon Chiński, ażurowa Altana Chińska w kształcie rotundy oraz kamienny mostek nad strumykiem prowadzącym do stawu. Od strony Alei Chińskiej wejścia do ogrodu strzegą dwa kamienne lwy, od strony północnej – dwie marmurowo-drewniane latarnie. Według założeń koncepcyjnych ma to być miejsce szczęśliwe i pełne symboliki. Pawilon symbolizuje pierwiastek męski, a altana jest symbolem kobiecości. Oba budynki zostały połączone kamiennym (marmurowym) mostkiem nad strumykiem symbolizującym Drogę Mleczną. Malowidła zdobiące pawilon i altanę mają również specjalne znaczenie: osiem obrazów znajdujących się wewnątrz pawilonu tworzy historię pełną tradycyjnych chińskich treści. Para lwów stojących u wejścia do ogrodu, będących podarunkiem Muzeum Rezydencji Księcia Gonga w Pekinie dla Łazienek Królewskich, symbolizuje dostatek i bogactwo.

## Historia ogrodu

### XVIII wiek
O wielkim zamiłowaniu króla Stanisława Augusta do orientalizmu świadczy szereg obiektów w stylu chińskim wybudowanych w Łazienkach w ciągu trzech ostatnich dekad XVIII wieku. Powstawały wtedy chińskie mostki, altanki, galeryjki, daszki. Prawie wszystkie były projektowane przez Jana Chrystiana Kamsetzera. Wnętrza Sali Bawialnej w Białym Domku zostały ozdobione chińskimi tapetami oraz malowidłem przedstawiającym sceny z życia Chińczyków. Gabinet Króla w Pałacu Na Wyspie zdobiło malowidło lub tapeta (dziś znane jedynie z przedwojennych zdjęć) przedstawiające widok Kantonu i panoramę Rzeki Perłowej. Oba budynki były wyposażone w chińskie wazony, wyroby z kości słoniowej i obicia ścienne. Do budynku dawnej Łaźni znajdującego się na wyspie, przed jego przebudową na pałac w 1788 roku, przylegały galerie i ganki przykryte chińskimi daszkami, nad kanałami otaczającymi Biały Domek znajdowały się chińskie galerie.
Największą z budowli powstałych w tym czasie były Most i Brama Chińska, wzniesione w latach 1779–1780 na skrzyżowaniu Promenady Królewskiej (która łączyła wtedy, i łączy dziś, Pałac Na Wyspie i Biały Domek) i gościńca biegnącego z Warszawy do Sielc i Wilanowa, nazwanego następnie Aleją Chińską. Aleja Chińska jest obecnie główną aleją Łazienek i biegnie od obecnej ul. Gagarina do ul. Agrykola. W miejscu skrzyżowania z Promenadą, nad Aleją Chińską przerzucono dwa identyczne, równoległe mosty chińskie, pod którymi, jak pod bramą, przejeżdżały powozy. Aby przejść nad aleją, należało skorzystać ze schodków, znajdujących się po obu stronach mostu-bramy. Oba górne pomosty mostu były nad bramą połączone i na tak stworzonej platformie wybudowano altanę pokrytą chińskim daszkiem. Z altany tej rozciągał się widok na park: Pałac Na Wyspie, Biały Domek oraz Pomarańczarnię i na cały teren ogrodów łazienkowskich, w znacznie mniejszym stopniu zalesionych niż dziś.
Brama Chińska została uwieczniona na jednej z akwarel Zygmunta Vogla (1785, patrz obok). Rozebrano ją z rozkazu księcia Konstantego prawdopodobnie w roku 1823 albo 1825.
Od południa wzdłuż Bramy Chińskiej biegł kanał parkowy łączący Biały Domek z Pałacem Na Wyspie (obecnie kanał ten nie istnieje).

### XXI wiek
Do 2012 roku lokalizacja Mostu i Bramy Chińskiej znane były z planów pochodzących z przełomu XVIII i XIX wieku. W 2012 roku archeolodzy odkryli pozostałości fundamentów mostu. W pobliżu tego miejsca, przy Alei Chińskiej, wzdłuż strumyka, stworzono nowy Ogród Chiński. Koncepcję ogrodu opracowali prof. Edward Bartman i arch. Paweł Bartman z pracowni Architektury Krajobrazu. Budowę ogrodu w znacznej mierze sfinansowały firmy KGHM Polska Miedź i China Minmetals Corporation. Fundacja Chińsko-Polskiej Wymiany Gospodarczej i Kulturalnej Sinopol wspólnie z Muzeum Łazienki Królewskie stworzyły projekt rewitalizacji Alei Chińskiej i koordynowały realizację projektu. Ogród Chiński powstawał również w ramach projektu Ogrody Światła. Muzeum Księcia Gonga w Pekinie, partner Łazienek uczestniczący w tym projekcie, dostarczyło wszystkie elementy architektoniczne tworzące Ogród Chiński, w tym polichromowaną drewnianą altanę i pawilon, kamienny mostek, dwa lwy strzegące wejścia od strony Alei Chińskiej oraz marmurowe latarnie. Projekt i wszystkie elementy ogrodu zostały wykonane przez chińskich rzemieślników, zgodnie ze starymi chińskimi zasadami rzemiosła budowlanego, z elementów w całości przywiezionych z Chin.
Budowę ogrodu rozpoczęto wczesną wiosną 2014 roku. 31 maja postawiono pierwsze kolumny, a 4 czerwca ułożono ostatnią belkę konstrukcyjną Pawilonu Chińskiego. Ogród oddano do użytku 2 sierpnia 2014 roku o 21:00, dzień ten wybrano nieprzypadkowo: właśnie wtedy wypadało w tym roku chińskie Święto Zakochanych (chiń. Qixi, 七夕; obchodzone siódmego dnia siódmego miesiąca kalendarza księżycowego).

## Stan obecny

### Festiwal lampionów
Od 2012 roku w Łazienkach latem organizowany jest festiwal lampionów. W 2014 roku, w związku z otwarciem Ogrodu Chińskiego, III Festiwal Lampionów, rozpoczęty w dniu otwarcia Ogrodu, obfitował w wiele atrakcyjnych wydarzeń: poza możliwością wieczornych spacerów wzdłuż oświetlonych chińskimi lampionami alej parku, wśród podświetlonych kwiatów lotosu pływających po stawach i jeziorkach, można było uczestniczyć w warsztatach qigongu, ceremoniach parzenia herbaty, warsztatach używania laki, spotkaniach z kulturą symboliczną Chin oraz warsztatach kaligrafii.

### Wystawy chińskiej sztuki
Jedną z wystaw sztuki chińskiej organizowanych w Łazienkach była wystawa „Chinoiserie w Łazienkach Królewskich”, otwarta przy okazji III Festiwalu Lampionów w 2014 roku w Galerii Plenerowej przy ul. Agrykola. Na wystawie zaprezentowane były dzieła sztuki „chinoiserie” z XVIII-wiecznych zbiorów muzeum łazienkowskiego, pochodzące zarówno z wystroju i wyposażenia wnętrz, elementów architektonicznych jak i ogrodowych. Fotografie przedstawione na 15 wielkoformatowych planszach objaśnione były przez esej dr Izabeli Kopani – autorki pracy Rzeczy – Ogrody – Wyobrażenia. Chiny w kulturze Rzeczypospolitej czasów Stanisława Augusta.